# Tunica vaginale
La tunica vaginale detta anche vagina propria è un mesotelio che ricopre i testicoli, formando una specie di sacchetto. Essa deriva dal processo vaginale del peritoneo, che nel feto precede la discesa dei testicoli dall'addome nello scroto.
Dopo la sua discesa, questa porzione di sacca, che si estende dall'anello inguinale addominale, si oblitera vicino alla parte superiore del testicolo, mentre la porzione inferiore rimane un sacco a fondo chiuso, che riveste la superficie del testicolo e si riflette nella superficie interna dello scroto.

## Lamina viscerale
La lamina viscerale, detta anche epiorchio, ricopre la maggior parte del testicolo e degli epididimi, collegando questi ultimi al testicolo attraverso la convergenza di foglietti distinti. Dal lato posteriore della ghiandola, è riflessa sulla superficie interna dello scroto.

## Lamina parietale
La lamina parietale, detta periorchio, è molto più vasta di quella viscerale, estendendosi verso l'alto per un certo tratto davanti e sul lato mediale del funicolo spermatico, raggiungendo verso il basso il testicolo.
La superficie interna della tunica vaginale è liscia e ricoperta da un lato di epitelio cubico semplice. Lo spazio tra la lamina viscerale e quella parietale costituisce la cavità della tunica vaginale.

Disegno schematico di una sezione trasversale del processo vaginale.